# 奇斯托沃季夫卡
49°24′38″N 37°19′59″E / 49.41056°N 37.33306°E
奇斯托沃季夫卡（烏克蘭語：Чистоводівка）是位於烏克蘭東部的村莊，由哈爾科夫州伊久姆區的昆葉市鎮負責管轄。該村處於莫克里伊久梅齊河畔，始建於1750年，面積2.02平方公里，海拔高度102米，2001年人口793。